# جوناثان ماوري
جوناثان ماوري (بالإسبانية: Jonathan Mauri)‏ هو سباح كوستاريكي، ولد في 31 يناير 1984.